# Đảo Nørrejysk

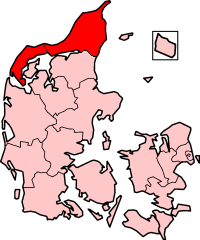
Vị trí đảo Nørrejyske trên bản đồ Đan Mạch

Đảo Nørrrejysk tức Đảo Bắc Jutland (tiếng Đan Mạch: Nørrejyske Ø), là đảo cực bắc của Đan Mạch, nằm sát ngay phía bắc bán đảo Jutland. Với diện tích 4.685 km², đây là đảo có diện tích lớn thứ nhì Đan Mạch, sau đảo Zealand (không kể đảo Greenland) Đảo Nørrejyske có 289.517 dân (ngày 1.1.2007).

## Lịch sử
Trước kia, vùng đất này là một phần của bán đảo Jutland vì nó nối liền với Jutland bằng mũi đất hẹp Agger Tange. Ngày 3.2.1825, một trận bão lụt từ Bắc Hải đã cắt mất mũi đất cát Agger Tange, biến mũi đất cát đó thành 1 kênh và biến nơi đây thành 1 đảo. Năm 1877, kênh Agger lại lấp đầy cát, nhưng kênh chia cắt hiện nay là kênh Thyborøn xế xuống phía nam hình thành bởi trận bão lụt năm 1862.

## Hành chính

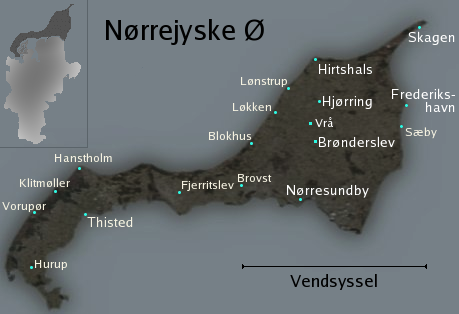
Vendsyssel-Thy: Thy ở phía tây, Hanherred (với các thành phố Fjerritslev và Brovst) ở giữa, còn Vendsyssel ở phía đông và bắc

Trước kia, đảo Nørrejyske chia thành 3 thị xã là:
- Vendsyssel, ở phần đông và bắc
- Thy ở phần phía tây
- Hanherrederne hoặc Hanherred, ở giữa

Từ 1.1.2007, khi có cuộc cải cách hành chính, thì Đảo Nørrejyske cùng với Himmerland, đảo Mors và đảo Læsø thuộc Vùng Bắc Jutland, 1 vùng ít dân nhất trong 5 vùng hành chính của Đan Mạch.

## Các thành phố chính
- Hjørring
- Frederikshavn
- Skagen
- Brønderslev
- Sæby
- Hirtshals
- Løkken
- Nørresundby
- Fjerritslev
- Brovst
- Thisted
- Hanstholm